# أكسل ميلر
أكسل ميلر هو محامي بلجيكي، ولد في 20 فبراير 1965.